# Timo Hammel
Timo Hammel (* 27. August 1987 in Mosbach) ist ein deutscher ehemaliger Fußballspieler. Er spielte auf der Position des Torhüters.

## Karriere
In der Jugend wechselte Hammel 2003 vom SV Sinsheim zum VfB Stuttgart. Im Jahr 2005 absolvierte Hammel sein erstes Spiel für die zweite Mannschaft des VfB Stuttgart.
2006 gab Hammel sein Bundesligadebüt gegen Hertha BSC auf der Bank. In der Meistersaison 2006/07 gehörte Hammel mehrmals zum Aufgebot der Stuttgarter.
Sein Profidebüt gab Hammel am 26. Juli 2008 am ersten Spieltag der Saison 2008/09 für den VfB II in der 3. Profi-Liga gegen Kickers Offenbach. Nach Ablauf seines Vertrages im Sommer 2010 war Hammel fast die gesamte Saison 2010/11 vereinslos, bevor er Anfang Mai 2011 einen Vertrag bis Saisonende beim Schweizer Erstligisten FC St. Gallen unterzeichnete.
Im August 2011 wechselte Timo Hammel zum FSV 08 Bissingen. Nachdem er mit Bissingen in die Oberliga Baden-Württemberg aufgestiegen war, wechselte Hammel zur Saison 2012/13 zum SSV Reutlingen 05.
Zur Spielzeit 2014/15 schloss sich Hammel dem GSV Maichingen an, mit dem er in der Bezirksliga und, nach der dort gewonnenen Meisterschaft, in der Landesliga spielte. Nach dem erneuten Abstieg nach der Saison 2017/18 beendete Hammel seine aktive Karriere. 